# OpenFire
OpenFire（オープンファイア）ソフトプロセッサは、ザイリンクス MicroBlazeプロセッサのVerilog による実装であり、オープンソースである。MicroBlazeと同様に、OpenFireはパターソンとヘネシーによるDLXアーキテクチャをベースとした32ビットRISCアーキテクチャである。OpenFireはバージニア工科大学の博士課程の学生のStephen Cravenによって構成可能型アレイの研究のために開発された。そのため、MicroBlazeの機能のいくつかは当初は実装されていなかった。オリジナルのOpenFireには、割り込み、例外、デバッグ用機能、ローカルメモリバス(LMB)、オンチップペリフェラルバス(OPB)インターフェースは実装されていなかった。これらのインターフェースは、OpenFireを超最小限の実装とするため、オリジナルのリリースでは省かれていた。ほかの研究においてOpenFireをより有用なものとするため、一般的なペリフェラルバスのサポートをOpenFireプロセッサに追加する作業が進められている。

## 参照
- StephenCraven, CameronPatterson, PeterAthanas. Configurable soft processor arrays using the OpenFire processor. In Proceedings of the 8th Annual Conference on Military and Aerospace Programmable Logic Devices (MAPLD), Washington, DC, September 2005.